# Fraktionerad kristallisation
Fraktionerad kristallisation är processen när mineralkristaller formas ur magma.
När en helt smält magma sakta svalnar så når den efterhand den temperatur när ett visst mineral kommer under sin smältpunkt. Det betyder att det mineralet blir kristaller i fast fas (form). Dessa tyngre delar (=fraktioner) av fast mineral sjunker nedåt i magman. När temperaturen sjunker ytterligare faller andra mineral ut ur smältan enligt samma princip. Vilka mineral som bildas beror på sammansättningen av magman och de tryck och temperatur som råder.